# Cantonul La Rochette
Cantonul La Rochette este un canton din arondismentul Chambéry, departamentul Savoie, regiunea Rhône-Alpes, Franța.

## Comune
- Arvillard
- Bourget-en-Huile
- La Chapelle-Blanche
- La Croix-de-la-Rochette
- Détrier
- Étable
- Le Pontet
- Presle
- La Rochette (reședință)
- Rotherens
- La Table
- La Trinité
- Le Verneil
- Villard-Sallet